# Erdoğan Atalay

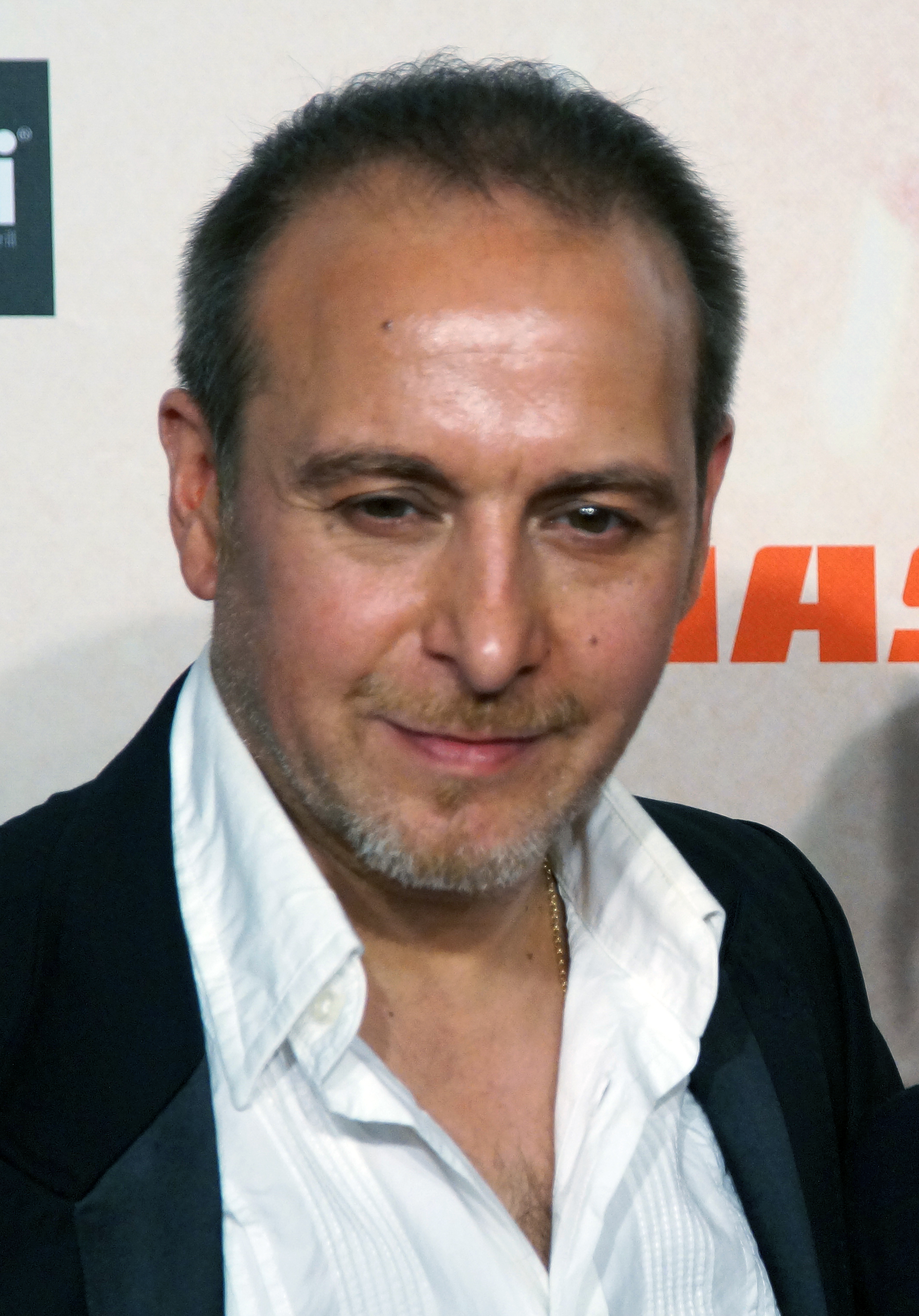
Erdoğan Atalay, 2016

Erdoğan Atalay (Hannover, 22 september 1966) is een Duitse acteur. Hij is de zoon van een Turkse vader en een Duitse moeder.

## Carrière
Met een figurantenrol in het toneelstuk Aladin und die Wunderlampe maakte hij zijn debuut als acteur. In 1984 startte hij zijn opleiding tot acteur aan de Hochschule für Musik und Theater Hamburg.
In de jaren daarna stond hij vaak op het toneel. Onder andere aan het Staatstheater in Hannover, maar ook in het Thalia-theater in Hamburg. Hier speelde hij Der Zauberer von Oz.
Na diverse rollen in televisiefilms werd hij in 1996 met de RTL Television-serie Alarm für Cobra 11 – Die Autobahnpolizei bij een groter publiek bekend. In 1996 keken er per aflevering alleen in Duitsland al zes miljoen mensen naar. In 2003 was dit zelfs opgelopen tot ruim acht miljoen kijkers. Hij speelt al sinds 1996 in de serie de rol van hoofdinspecteur Semir Gerkhan. Tot op heden speelt hij nog steeds deze rol, terwijl zijn werkpartners in de meer dan 25 jaar dat Cobra 11 nu bestaat al regelmatig zijn gewisseld.
Om zich geschikt te maken om deze rol te kunnen spelen, reed hij een tijdje mee in een patrouilleauto van de echte Duitse 'Autobahnpolizei' en informeerde hij zich verder over het verdere verloop van de dagelijkse werkzaamheden als agent. Ook onderzocht hij hoe hij moest handelen om iemand te kunnen arresteren.

## Filmografie

### Films
- 1997: Sperling und der falsche Freund
- 1998: Der Clown
- 2000: Liebe Pur
- 2000: Maximum Speed
- 2006: Hammer und Hart
- 2011: Geister all inclusive
- 2015: Macho Man
- 2018: Asphaltgorillas

### Series
- 1990: Musik groschenweise
- 1994: Die Wache
- 1995: Doppelter Einsatz
- sinds 1996: Alarm für Cobra 11 – Die Autobahnpolizei (televisieserie, 377 afleveringen)
- 1999–2000: Hinter Gittern – Der Frauenknast (3 afleveringen)
- 2003: Alarm für Cobra 11 – Einsatz für Team 2
- 2010: C.I.S. – Chaoten im Sondereinsatz
- 2012: SOKO 5113
- 2012: Cindy aus Marzahn und die jungen Wilden
- 2013: Mordkommission Istanbul – Stummer Zeuge
- 2016: SOKO Stuttgart – Fluch des Geldes
- sinds 2019: Die Martina Hill Show (7 afleveringen in de episode: Alarm für Mutti)

### Theater
- 1984: Aladin und die Wunderlampe (Staatstheater Hannover)